# Бименьимана, Жан Дамасен
Жан Дамасен Бименьимана (руанда  Jean Damascène Bimenyimana; 1953, Руанда-Урунди — 11 марта 2018, Кигали, Руанда) — католический прелат, епископ Чьянгугу с 2 января 1997 года.

## Биография
6 июля 1980 года Жан Дамасен Бименьимана был рукоположён в священника.
2 января 1997 года Римский папа Иоанн Павел II назначил Жана Дамасена Бименьиману епископом Чьянгугу. 16 марта 1997 года состоялось рукоположение Жана Дамасена Бименьиману в епископа, которое совершил епископ Ньюндо Венсеслас Калибуши в сослужении с архиепископом Кигали Тадде Нтихиньюрвой и епископом Бутаре Жаном-Батистом Гахаманьи.